# Andraca gongshanensis
Andraca gongshanensis is een vlinder uit de familie van de gevlamde vlinders (Endromidae). De wetenschappelijke naam van de soort werd voor het eerst geldig gepubliceerd in 2011 door Wang, Zeng & Wang.